# Theridion bradyanum
Theridion bradyanum är en spindelart som beskrevs av Embrik Strand 1907. Theridion bradyanum ingår i släktet Theridion och familjen klotspindlar. Inga underarter finns listade i Catalogue of Life.